# 小野大介
小野 大介（おの だいすけ、1976年（昭和51年）1月30日 - ）は、日本の実業家。トヨタ小野グループ、青森トヨタ自動車、ネッツトヨタ青森、トヨタL&F青森の代表取締役社長。

## 略歴・人物
青森県青森市生まれ。トヨタ小野グループ、青森トヨタ自動車、青森トヨペット、トヨタオート青森（現ネッツトヨタ青森）創設者の小野彦之丞は祖父。慶應義塾大学商学部卒業後、2000年4月にトヨタ自動車入社。後にお天気キャスター等へ転向した松岡洋子と横尾貴己は同期入社。2002年4月に青森トヨタ副社長、ネッツトヨタ青森社長。2003年5月に青森トヨタ社長。また、トヨタL&F青森社長とトヨタ小野グループ社長も兼務。団体役職として日本自動車連盟（JAF）青森支部長（2014年4月 - ）、青森県自動車会議所理事長、日本自動車販売協会連合会青森支部長（2016年2月 - ）も務める。